# Steve Guttenberg
Steve Guttenberg, właśc. Steven Robert Guttenberg (ur. 24 sierpnia 1958 w Nowym Jorku) – amerykański aktor filmowy, teatralny i telewizyjny, producent filmowy, reżyser, scenarzysta i komik. Znany przede wszystkim z popularnych komedii lat 80.; m.in. Akademii Policyjnej (1984).

## Życiorys

### Wczesne lata
Urodził się w nowojorskim Brooklynie w rodzinie żydowskich emigrantów, jako syn asystentki chirurga Ann Iris (z domu Newman) i inżyniera elektrycznego Jerome’a Stanleya Guttenberga. Dorastał na Long Island, na przedmieściach miasta Północnej Massapequa, gdzie w 1976 ukończył szkołę średnią Plainedge High School i dwa dni później przeniósł się do Hollywood. Uczęszczał do nowojorskiej Juilliard School, Uniwersytetu Stanowego Nowego Jorku i Uniwersytetu Kalifornijskiego w Los Angeles. Uczył się aktorstwa z nauczycielem Herbertem Berghof i w trupie improwizujących komików The Groundlings w Los Angeles.

### Kariera
Karierę na dużym ekranie rozpoczął w 1977 od niewielkich rólek w filmach: Kwestia odwagi oraz Rollercoaster. Pierwszą ważniejszą rolę zagrał w uznanym filmie Franklina J. Schaffnera Chłopcy z Brazylii (1978). Jednak prawdziwym przełomem w jego karierze była postać Eddiego Simmonsa w komediodramacie Barry’ego Levinsona Diner (1982). Na szczyty popularności wyniosła go rola Mahoneya w komedii Akademia Policyjna (1984). Zagrał później jeszcze w trzech kontynuacjach filmu: Akademia Policyjna 2: Pierwsze zadanie (1985), Akademia Policyjna 3: Powrót do szkoły (1986) i Akademia Policyjna 4: Patrol obywatelski (1987). Kolejnym sukcesem okazała się rola w komedia science fiction Kokon (1985). Inne znaczące komediowe kreacje stworzył wówczas także w filmach: Krótkie spięcie (1986) czy Trzech mężczyzn i dziecko (1987).
Na początku lat 90. zniknął na kilka lat z ekranów. W późniejszym okresie nie udało mu się już powtórzyć wcześniejszych sukcesów.

## Filmografia
- Rollercoaster (1977) jako masażysta (epizod)
- Chłopcy z Brazylii (1978) jako Barry Kohler
- Gracze (1979) jako Rusty
- Can’t Stop the Music (1980) jako Jack Morell
- Diner (1982) jako Edward „Eddie” Simmons
- Nazajutrz (1983) jako Stephen Klein
- Akademia Policyjna (1984) jako Carey Mahoney
- Akademia Policyjna 2: Pierwsze zadanie (1985) jako Carey Mahoney
- Zła diagnoza (1985) jako Jeff Marx
- Kokon (1985) jako Jack Bonner
- Akademia Policyjna 3: Powrót do szkoły (1986) jako Carey Mahoney
- Krótkie spięcie (1986) jako Newton Crosby
- Akademia Policyjna 4: Patrol obywatelski (1987) jako Carey Mahoney
- Widok z sypialni (1987) jako Terry Lambert
- Amazonki z Księżyca (1987) jako Jerry
- Miłość i pieniądze (1987) jako Marty
- Trzech mężczyzn i dziecko (1987) jako Michael Kellam
- Kokon: Powrót (1988) jako Jack Bonner
- Zjawy (1988) jako Jack Crawford
- Trzech mężczyzn i mała dama (1990) jako Michael Kellam
- Nie mów jej, że to ja (1990) jako Gus Kubicek
- Boisko szczęścia (1995) jako szeryf Tom Palmer
- Czy to ty, czy to ja? (1995) jako Roger Callaway
- Wakacje w domu (1995) jako Walter Wedman
- Zeus i Roksana (1997) jako Terry Barnett
- Kacper II: Początek straszenia (1997) jako Tim Carson
- Straszny hotel (1997) jako Buzzy Crocker
- Podniebny terror (1998) jako Bill McNeil
- Drużyna (1998) jako pan Butler
- Żona dla Mikołaja (2004) jako Nick
- Poznaj rodziców Mikołaja (2005) jako Nick
- Posejdon (2005) jako Richard Clarke
- Weronika Mars (2004-07; serial TV) jako Woody Goodman (gościnnie w ośmiu odcinkach)
- Blondynka w koszarach (2008) jako Sidney Green
- Na ratunek (2009) jako Jacob Jones
- Nie igraj z diabłem (2009) jako Morty
- Ay Lav Yu (2010) jako Christopher
- Wyścig po szczęście (2011) jako Ed
- Eldorado (2012) jako JJ
- Rekinado 4: Niech szczęki będą z tobą (2016) jako Colton
- Romans jak z powieści (2011) jako Nate